# 검은 상처의 부루스
"검은 상처의 부루스"는 1964년에 개봉한 대한민국의 영화이다.

## 캐스팅
- 최은희
- 최무룡
- 남궁원
- 김명희
- 박지순
- 신상균